# Kinuyo Tanaka
Kinuyo Tanaka (田中 絹代 Tanaka Kinuyo?) (Shimonoseki, 29 de noviembre de 1909-Tokio, 21 de marzo de 1977) fue una actriz y directora de cine japonesa.

## Biografía
Más conocida por su faceta de actriz, trabajó con los grandes cineastas japoneses clásicos (Akira Kurosawa, Yasujiro Ozu y Kenji Mizoguchi, con quien hizo hasta quince películas) antes de decidirse a dirigir a los 42 años. Tanaka se convirtió en una estrella en los años 30, recibiendo homenajes que no tenían comparación o equivalentes en Hollywood. Tanta era su popularidad, que incluso alguno de sus directores, se atrevían a titular sus películas utilizando el nombre de la actriz: The Kinuyo Story (1930), Doctor Kinuyo (1937) o Kinuyo's First Love (1940). Precisamente en 1940, Tanaka empezó a trabajar con Kenji Mizoguchi, haciendo una película por año con él durante los siguientes 14 años. Durante este periodo que la llevó a rondar ya los 40 años, Tanaka trabajó también con otros, como Ozu, Naruse o Gosho.
En el invierno de 1949 visitó Hollywood, sobre todo para conocer a actrices de su edad como Bette Davis y especialmente Claudette Colbert, que planeaba por aquel entonces dirigir películas. 
Después de conquistar el mundo frente a las cámaras, en 1953 decidió aventurarse detrás de ellas, dirigiendo su primer proyecto: Carta de amor (Koibumi, 1953), un drama romántico que tenía lugar en las tierras japonesas al final de la Segunda Guerra Mundial. Totalmente unida a las consecuencias de la guerra en las poblaciones, Tanaka nos presentaba una historia de romance en la que se podía intuir su potencial.
Dos años después, en 1955, estrenaría dos nuevas películas: La luna se levanta (Tsuki wa noborinu) y Pechos eternos (Chibusa yo eien nare). En La luna se levanta optó nuevamente por rodar un drama romántico, pero esta vez contaría con un guion escrito por su referente y amigo Yasujirō Ozu. La película se convirtió en un homenaje a este cineasta japonés, quien se encargó de desprender su esencia a lo largo del largometraje.
Ese mismo año se estrenó un nuevo film, que acabaría siendo la obra maestra de Kinuyo Tanaka: Pechos eternos. Esta película causó un antes y un después en la historia del cine japonés, ya que fue la primera película dirigida y escrita por mujeres en Japón. Para ello colaboró con la guionista Summie Tanaka Una película basada en la vida de la poetisa Fumiko Nakajo, Pechos eternos nos ilustra una sensibilidad y un personaje femenino absolutamente innovador y avanzado para su época. Algunos de los temas tratados en la misma son el divorcio, la emancipación de la mujer, el cáncer de mama y la figura de la mujer artista son protagonistas por primera vez en una obra única que, siendo olvidada, merece un gran reconocimiento no solo por estar adelantada a aquella era, sino por la belleza con la que muestra sus imágenes y la maestría con la que está escrita y dirigida.
En 1960 publicó su cuarto largometraje, La princesa errante (Ruten no òhi), contando nuevamente con un guion escrito por una mujer, en este caso Natto Wada. Nuevamente volvemos al drama romántico, ambientado en las décadas de 1930-1940, y teniendo como un protagonista más a la Guerra chino japonesa (1937-1945). Tanaka volvería a presentarnos un personaje femenino que se salía por complejo de los estándares de estos años, donde encontrábamos únicamente a princesas y mujeres ingenuas, y nos traería a una mujer que está dispuesta a sacrificar su felicidad por el bien de su pueblo.
La noche de las mujeres (Onna bakari no yoru) supondría otra de las grandes películas de Tanaka, que colaboraría por segunda vez con Summie Tanaka como guionista. De nuevo nos encontramos con una obra totalmente adelantada a su tiempo, donde una prostituta debe emprender una nueva vida tras el cambio de ley que vivió Japón donde se prohibió la prostitución. La forma en la que el film trata a su protagonista, con un respeto y sororidad dignos de alabanza, ponía la guinda a una pieza que aludía a las mujeres de forma directa. 
La carrera como cineasta de Tanaka acabaría en 1962 con el estreno de Amor bajo el crucifijo ('Ogin sama), su sexto y último film. En este drama de época que refleja los tiempos de los samurái, el amor prohibido volvería a ser eje central en la que, no obstante, sería su obra más al uso.
Así pues, con una filmografía breve pero de gran magnitud, Kinuyo Tanaka pasaría a ser, como mencionábamos, la gran [pionera] del cine en Japón. Gracias a la popularidad y cariño del público del que gozaba la actriz, habiendo sido aprendiz de Yasujirō Ozu y por Kenji Mizoguchi detrás de las cámaras, y contando con el favor de los estudios cinematográficos, su salto a la dirección fue más que posible a pesar de encontrarse en un país tan tradicional, siendo tal el apoyo externo que sus películas se venderían por todo el país como “películas dirigidas por una mujer”.
Es por todo ello que nadie merece más una retrospectiva que Kinuyo Tanaka, autora que no solo merece destacar por ser una pionera, sino por la sensibilidad con la que trazaba unos personajes femeninos tan innovadores y especiales. No obstante, tuvo tiempo de recoger en 1975, a los 65 años de edad, el Oso de Plata en el Festival de Berlín por su papel en Sandakan hachibanshokan bohkyo (1974). Tanaka siguió trabajando hasta que un cáncer cerebral, en 1977, acabó con su vida.

## Filmografía

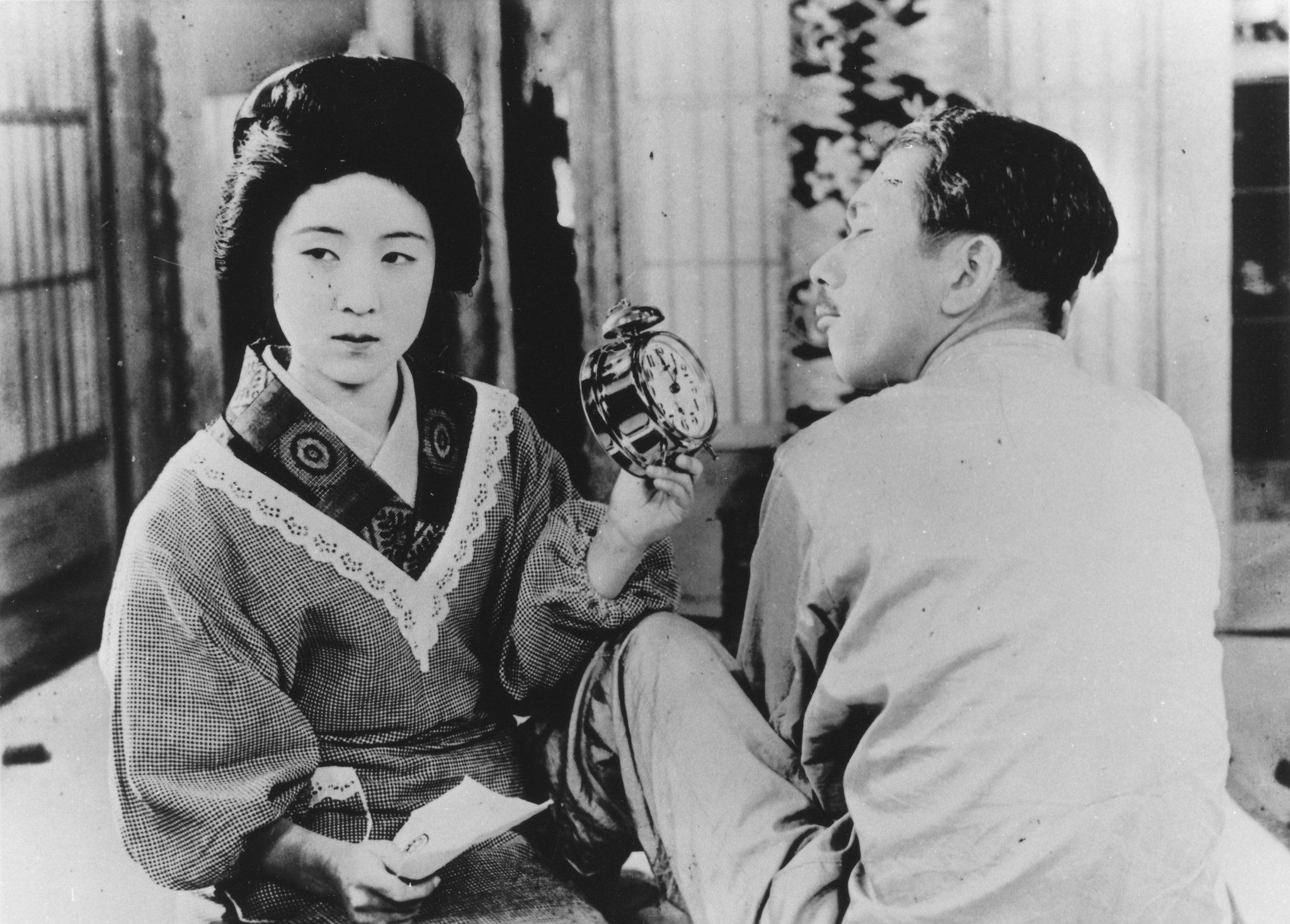
Kinuyo Tanaka y Atsushi Watanabe en Mi esposa y la del vecino (1931)

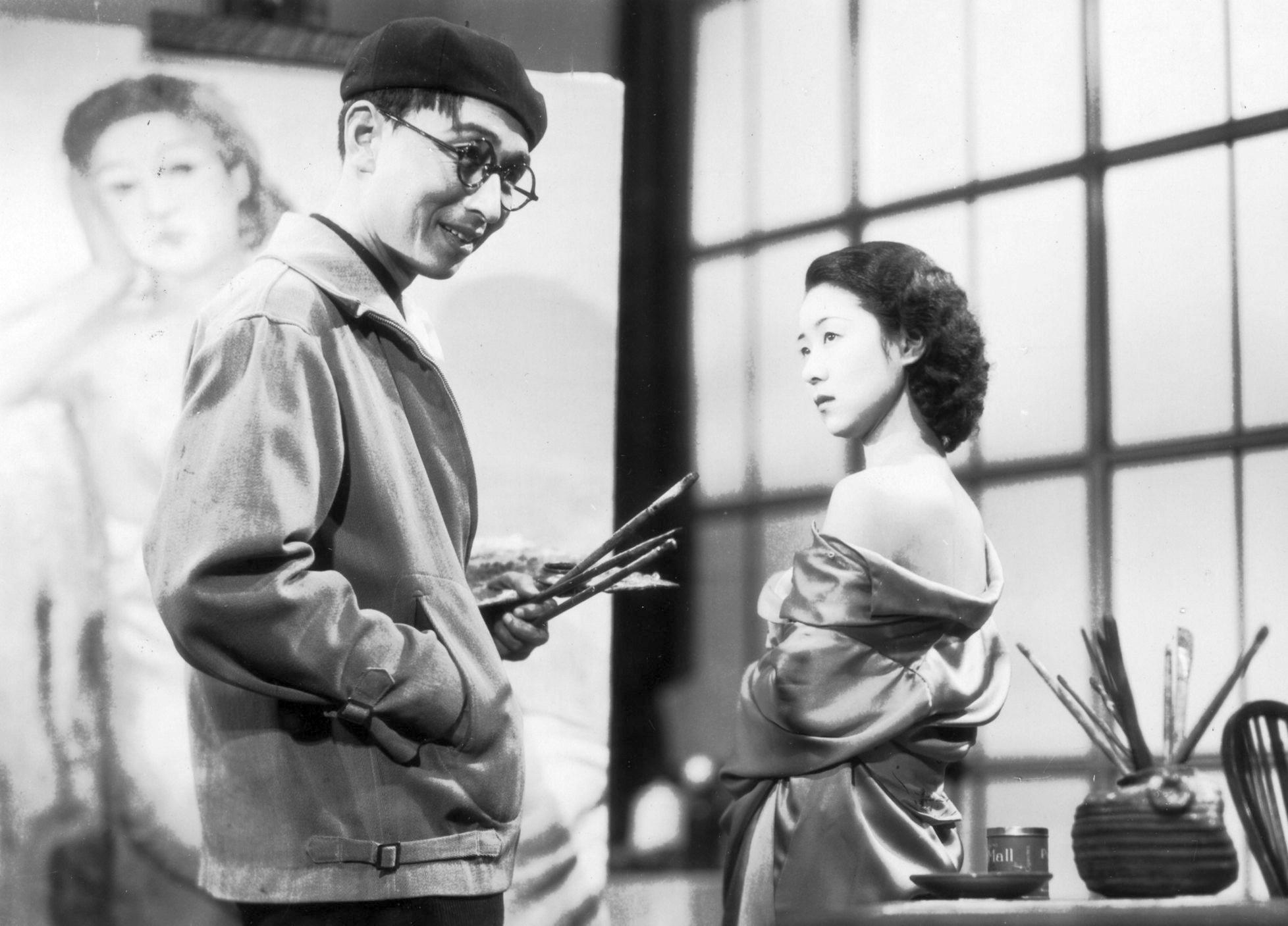
Tokuji Kobayashi y Kinuyo Tanaka en La carga de la vida (1935)

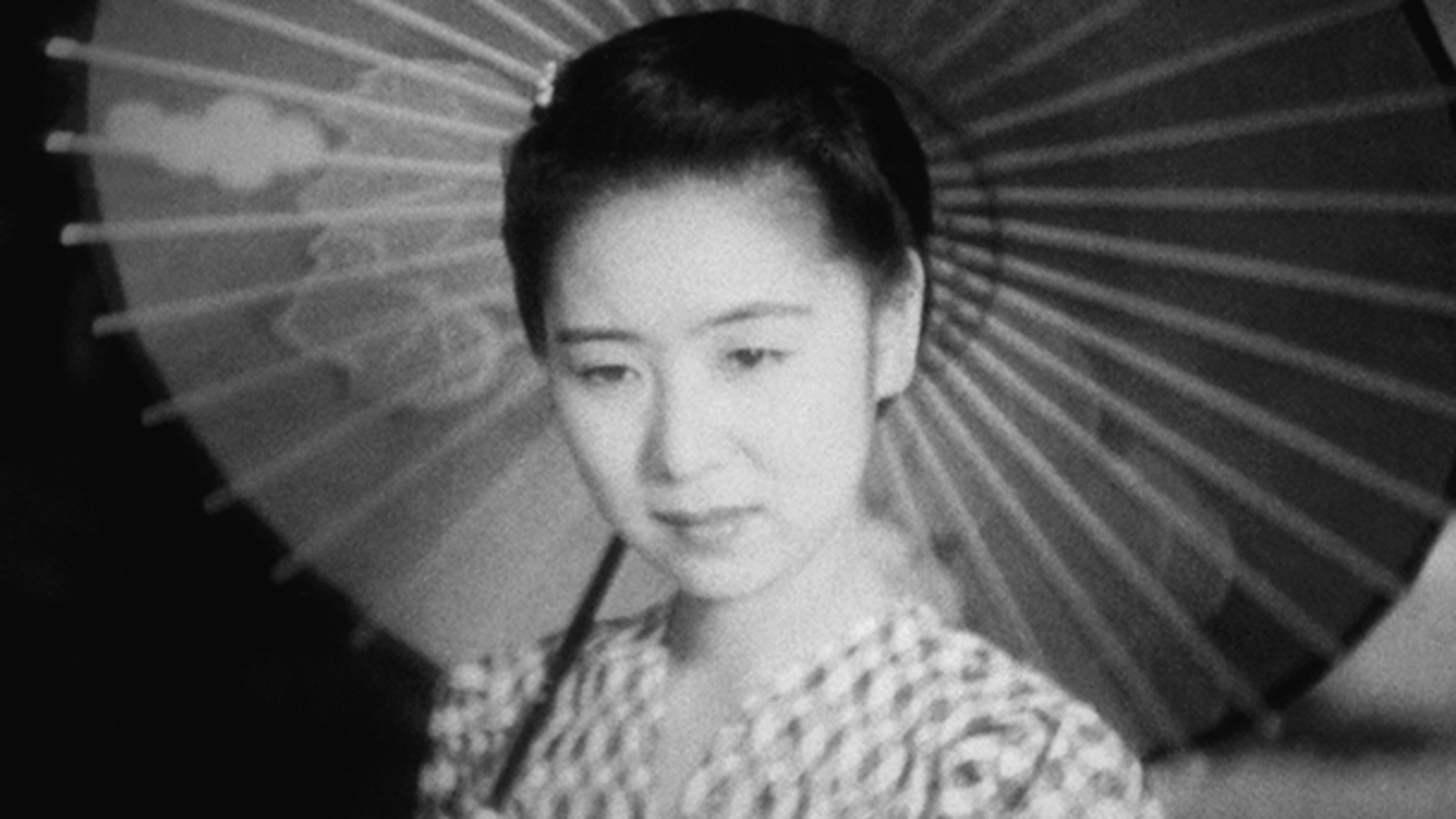
Kinuyo Tanaka en La horquilla (1941)

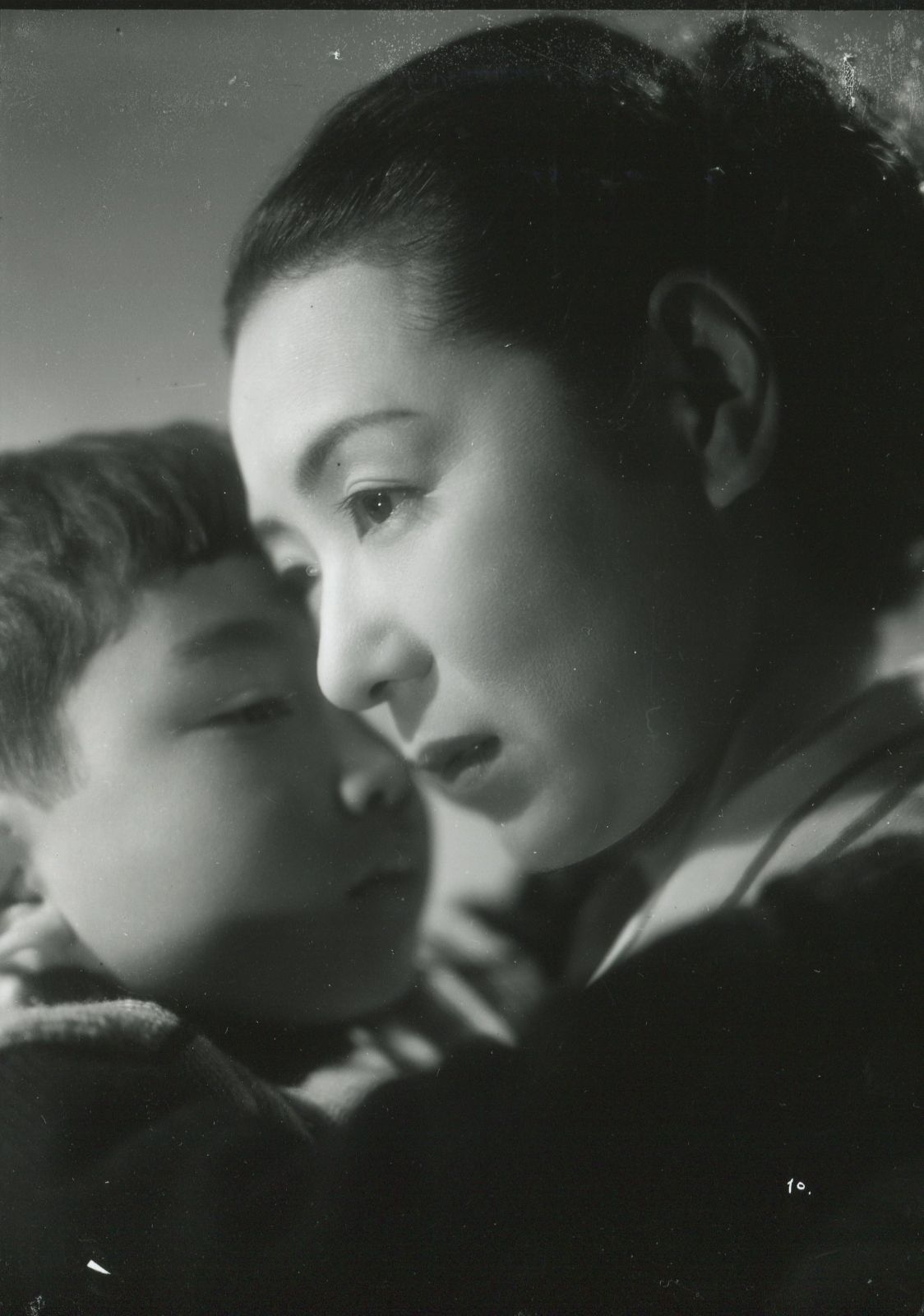
Kinuyo Tanaka en Ginza keshō (1951)

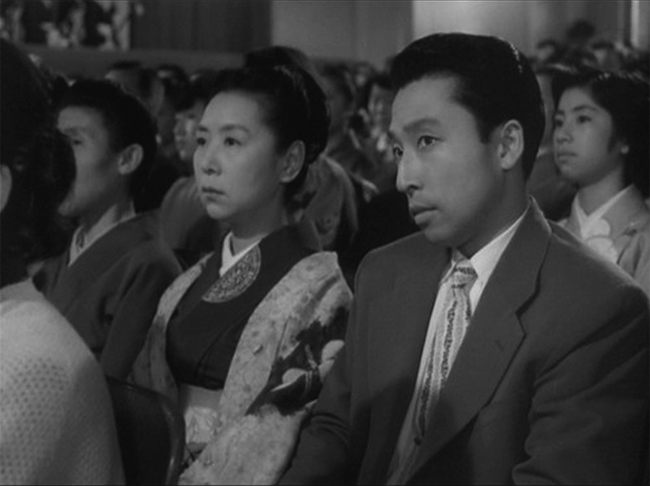
Kinuyo Tanaka y Tomotarō Ōtani en una escena de La mujer crucificada (1954)

### Como actriz
Tanaka actuó en más de 258 películas, entre las que se figuran:
- Daichi no komoriuta (La nana de la gran tierra) (1976)
- Kita no misaki (1976)
- Sandakan hachibanshokan bohkyo (1974)
- Sanbaba (1974)
- Arupusu no wakadaishô (1966)
- Akahige (Barbarroja) (1965)
- Hadaka no Shima (La isla desnuda) (1961)
- Ototo (1960)
- Nippon tanjo (1959)
- Narayama bushiko (1958)
- Ibo kyoudai (1957)
- Chijo (1957)
- Tayûsan yori nyôtai hakanashiky (1957)
- Nagareru (A la deriva) (1956)
- Sanshô dayû (El intendente Sansho) (1954)
- Uwasa no onna (La mujer crucificada) (1954)
- Ugetsu monogatari (Los cuentos de la luna pálida) (1953)
- Saikaku Ichidai Onna (La vida de Oharu) (1952)
- Okaasan (Madre) (1952)
- Oyu-Sama (La señorita Oyu) (1951)
- Ginza keshō (Cosméticos de Ginza) (1951)
- Kon'yaku yubiwa (Anillo de compromiso) (1950)
- Nishijin no Shimai (Las hermanas Munakata) (1950)
- Waga koi wa moenu (Amor en llamas) (1949)
- Yoru no onnatachi (1948)
- Kaze no naka no mendori (1948)
- Joyû Sumako no koi (1947)
- Kekkon (1947)
- Nikoniko taikai uta no hanakago (1946)
- Kanzashi (La horquilla) (1941)
- Naniwa onna (1940)
- Shindo (1936)
- Jinsei no onimotsu (La carga de la vida) (1935)
- Koi no hana saku Izu no odoriko (La bailarina de Izu) (1933)
- Madamu to nyōbō (Mi esposa y la del vecino) (1931)
- Oyaji to sonoko (1929)
- Kangeki jidai (1928)
- Mura no bokujo (1924)

### Como directora
Tanaka dirigió las siguientes seis películas:
- 1953 Carta de amor (恋文 Koibumi)[3][4][5]
- 1955 La luna se levanta (月は上りぬ Tsuki wa noborinu)[6]
- 1955 Pechos eternos (乳房よ永遠なれ Chibusa yo eien nare)[7]
- 1960 La princesa errante (流転の王妃 Ruten no Ouhi)[8]
- 1961 La noche de las mujeres (女ばかりの夜 Onna bakari no yoru)[8]
- 1962 Amor bajo el crucifijo (お吟さま Ogin sama)[9]

## Premios y distinciones
Festival Internacional de Cine de Berlín
| Año  | Categoría                                       | Película                       | Resultado |
| ---- | ----------------------------------------------- | ------------------------------ | --------- |
| 1975 | Oso de Plata a la mejor interpretación femenina | Sandakan hachibanshokan bohkyo | Ganadora  |

- Premios Kinema Junpo:
  - 1974 Premio a la mejor Actriz por Sandakan hachibanshokan bohkyo.
  - 1958 Premio a la Mejor Actriz por Narayama bushiko.
- Mainichi Film Concours.